# Terry Southern
Terry Southern, född 1 maj 1924 i Alvarado i Johnson County, Texas, död 29 oktober 1995 på Manhattan i New York, var en amerikansk författare, essäist och manusförfattare, känd för sin satiriska stil.

## Verkförteckning

### Böcker
- 1958 – Flash and Filigree
- 1958 – Candy (med Mason Hoffenberg)
- 1959 – The Magic Christian
- 1967 – Red-Dirt Marijuana and Other Tastes
- 1970 – Blue Movie
- 1992 – Texas Summer

### Filmmanus
- 1964 – Dr. Strangelove (med Stanley Kubrick och Peter George)
- 1965 – In i det sista (med Christopher Isherwood)
- 1965 – Samlaren (med John Kohn och Stanley Mann; ej krediterad)
- 1966 – Cincinnati Kid (med Ring Lardner Jr.)
- 1967 – Casino Royale (med John Law, Wolf Mankowitz och Michael Sayers; uncredited)
- 1968 – Barbarella (med Roger Vadim, Claude Brule, Vittorio Bonicelli, Clement Biddle Wood, Brian Degas och Tudor Gates)
- 1969 – Easy Rider (med Peter Fonda och Dennis Hopper)
- 1969 – The End of the Road (med Dennis McGuire och Aram Avakian)
- 1969 – The Magic Christian (med Joseph McGrath)
- 1988 – The Telephone (med Harry Nilsson)